# Cristot
 Cristot  es una población y comuna francesa, situada en la región de Baja Normandía, departamento de Calvados, en el distrito de Caen y cantón de Tilly-sur-Seulles.

## Demografía
| 162 | 146 | 142 | 133 | 152 | 160 | 202 | 214 | 209 | 217 | 218 |
| Para los censos de 1962 a 1999 la población legal corresponde a la población sin duplicidades (Fuente: INSEE [Consultar]) |     |     |     |     |     |     |     |     |     |     |